# Amietophrynus buchneri
Amietophrynus buchneri là một loài cóc thuộc họ Bufonidae.
Loài này có ở Angola, Cộng hòa Congo, và có thể cả Cộng hòa Dân chủ Congo.